# New Bataan
New Bataan is een gemeente in de Filipijnse provincie Davao de Oro op het eiland Mindanao. Bij de laatste census in 2007 had de gemeente ruim 45 duizend inwoners.

## Geografie

### Bestuurlijke indeling
New Bataan is onderverdeeld in de volgende 16 barangays:
| - Andap - Bantacan - Batinao - Cabinuangan - Camanlangan - Cogonon - Fatima - Kahayag | - Katipunan - Magangit - Magsaysay - Manurigao - Pagsabangan - Panag - San Roque - Tandawan |

## Demografie
New Bataan had bij de census van 2007 een inwoneraantal van 45.309 mensen. Dit zijn 2.760 mensen (6,5%) meer dan bij de vorige census van 2000. De gemiddelde jaarlijkse groei komt daarmee uit op 0,87%, hetgeen lager is dan het landelijk jaarlijks gemiddelde over deze periode (2,04%). Vergeleken met de census van 1995 is het aantal mensen met 1.982 (4,6%) toegenomen.

De bevolkingsdichtheid van New Bataan was ten tijde van de laatste census, met 45.309 inwoners op 553,15 km², 81,9 mensen per km².